# Текчог Дордже
Текчог Дордже (1798 – 1868) е будистки духовник, обявен за Четиринадесетия Кармапа.

## Биография
Роден е в Салмо Ганг в източен Тибет – провинция Кхам. В биографията от Карма Тинлей Ринпоче например се твърди, че още като новороден е чут да рецитира санскритската азбука. Необикновеното дете бързо бива и официално разпознато. Негови учители са Деветия Ситупа Падма Нингдже Уангпо, Друкчен Чокий Нангва и много други. Започва интензивното му обучение в традициите Кагю и Нингма. Освен с отговорността за продължаването на приемствеността на линията Карма Кагю Кармапа е завършен учен и лингвист; проявява се също в поезията и риториката.
Текчог Дордже е съвременник на възникването на известното като Тибетския Ренесанс на 19 век движение Риме. То възниква в провинция Кхам и е свързано с работата на няколко велики лами от различни традиции: Джамгон Конгтрул Лодро Тайе, Джамянг Кхиенце Уангпо и Тертон Чьоджур Дечен Лингпа. Целта му не е смесването на различни традиции или установяването на нова линия, а по-скоро възможността цялото богатство от приемствености да бъде достъпно за мнозина. Освен това движението не се ограничава само до учени и медитатори, то обогатява целия културен живот на Тибет по това време, като вдъхнвява поети, художници, лекари и архитекти.
Кармапа Текчог Дордже умира на седемдесетгодишна възраст, като основните му ученици са Джамгон Конгтрул Лодро Тайе, на когото поверява приемствеността на линията, a също Друкчен Мифам Чьокий Гяцо, Чьоджур Дечен Лингпа, Паво Цуклак Нингдже и Джамянг Кхиенце Уангпо.